# Шахсеван (Агджабединский район)
Шахсеван (азерб. Şahsevən) — село в Шахсеванском административно-территориальном округе Агджабединского района Азербайджана.

## Этимология
Название села происходит от этнографической группы азербайджанцев шахсевен.

## История
В 1926 году согласно административно-территориальному делению Азербайджанской ССР село относилось к дайре Агджабеды Агдамского уезда.
После реформы административного деления и упразднения уездов в 1929 году был образован Гюсюлинский сельсовет в Агджабединском районе Азербайджанской ССР.
Согласно административному делению 1961 года село Шахсеван входило в Гюсюлинский сельсовет Агджабединского района Азербайджанской ССР, но в 1970-х годах переподчинено Муганлинскому сельсовету.
В 1999 году в Азербайджане была проведена административная реформа и внутри Муганлинского административно-территориального округа был учрежден Шахсеванский муниципалитет Агджабединского района.
14 декабря 2004 года из состава Муганлинского административно-территориального округа выделен новый, Шахсеванский.

## География
Шахсеван расположен в Карабахской степи.
Село находится в 45 км от райцентра Агджабеди и в 325 км от Баку. Ближайшая железнодорожная станция — Агдам (действующая — Халадж).
Село находится на высоте 95 метров над уровнем моря.

## Население
| Численность населения | Численность населения | Численность населения |
| 1989                  | 1999                  | 2009                  |
| --------------------- | --------------------- | --------------------- |
| 260                   | ↗379                  | ↗399                  |

Население преимущественно занимается хлопководством, выращиванием зерна и животноводством.

## Климат
| Показатель                                                                                       | Янв. | Фев. | Март | Апр. | Май  | Июнь | Июль  | Авг. | Сен. | Окт. | Нояб. | Дек. | Год  |
| ------------------------------------------------------------------------------------------------ | ---- | ---- | ---- | ---- | ---- | ---- | ----- | ---- | ---- | ---- | ----- | ---- | ---- |
| Средний суточный максимум, °C                                                                    | 6,4  | 7,5  | 11,2 | 18,8 | 23,6 | 28,4 | 31,6  | 31,0 | 26,3 | 20,7 | 13,7  | 8,6  | 19,0 |
| Средняя температура, °C                                                                          | 2,6  | 3,7  | 7,0  | 13,5 | 18,3 | 23,0 | 26,0  | 25,1 | 21,1 | 16,0 | 9,7   | 4,8  | 14,2 |
| Средний суточный минимум, °C                                                                     | −1,1 | −0,1 | 2,8  | 8,3  | 13,0 | 17,6 | 20,24 | 19,3 | 16,0 | 11,3 | 5,8   | 1,1  | 9,4  |
| Норма осадков, мм                                                                                | 21   | 26   | 31   | 44   | 54   | 43   | 18    | 20   | 24   | 44   | 28    | 30   | 383  |
| Источник: https://en.climate-data.org/asia/azerbaijan/agcab%C9%99di-rayonu/sahsev%C9%99n-997868/ |      |      |      |      |      |      |       |      |      |      |       |      |      |

Среднегодовая температура воздуха в селе составляет +14,2 °C. В селе полупустынный климат.

## Инфраструктура
В селе расположены почтовое отделение, средняя школа, клуб, медицинский пункт.